# Edison (Mondkrater)
Edison ist ein Krater auf der Mondrückseite. Er wurde nach dem US-amerikanischen Erfinder und Unternehmer Thomas Alva Edison benannt.
Der Edison-Krater befindet sich am südsüdöstlichen Außenrand des Kraters Lomonosov, östlich vom Krater Joliot. Der Satellitenkrater Edison T ist mit dem westlichen Rand von Edison und dem östlichen Rand von Joliot verbunden. Im Süden von Edison befindet sich der Krater Dziewulski und im Osten Artamonov.
Der äußere Rand dieses Kraters ist etwas erodiert, wobei sich der intakteste Randabschnitt entlang der Ostseite befindet. Der Innenboden ist relativ eben und in der südlichen Hälfte und in der Nähe des westlichen Walls befindet sich jeweils ein kleiner Krater. Der Boden zeigt dunkle Flecken und Streifen höherer Albedo. Er ist jedoch nicht so dunkel wie der Boden des Lomonosov-Kraters.

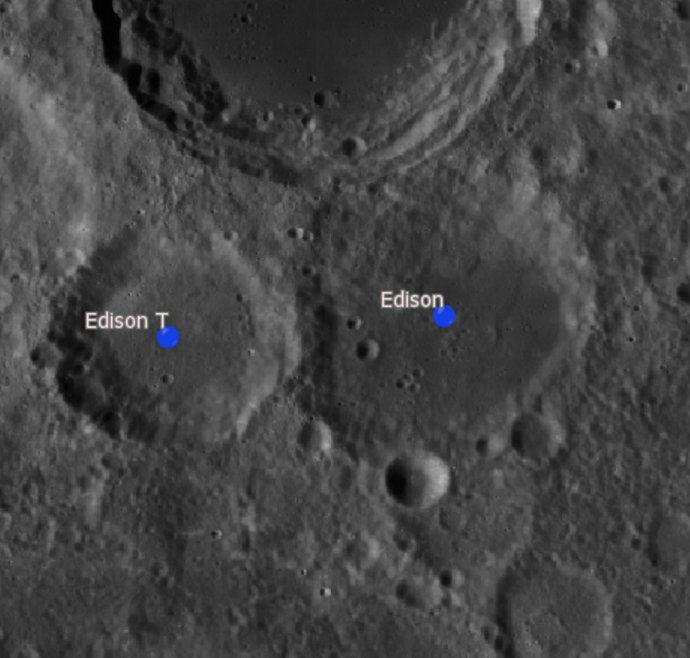
Edison und sein Nebenkrater

Edison hat einen mit T bezeichneten Nebenkrater.
| Buchstabe | Position           | Durchmesser | Link |
| --------- | ------------------ | ----------- | ---- |
| T         | 24,72° N, 97,24° O | 49 km       |      |